# Shawnee (Kansas)
Shawnee – miasto w Stanach Zjednoczonych, w stanie Kansas, w hrabstwie Johnson.